# San Diego Film Critics Society Awards 2019
I vincitori della 24ª edizione dei San Diego Film Critics Society Awards sono stati annunciati il 9 dicembre 2019. Le candidature sono state annunciate il 6 dicembre 2019.

## Premi e candidature
I vincitori sono evidenziati in grassetto, a seguire gli altri candidati.

### Miglior film
- The Irishman, regia di Martin Scorsese
- 1917, regia di Sam Mendes
- C'era una volta a... Hollywood (Once Upon a Time... in Hollywood), regia di Quentin Tarantino
- Joker, regia di Todd Phillips
- Storia di un matrimonio (Marriage Story), regia di Noah Baumbach

### Miglior film di animazione
- Dov'è il mio corpo? (J'ai perdu mon corps), regia di Jérémy Clapin
- Dragon Trainer - Il mondo nascosto (How to Train Your Dragon: The Hidden World), regia di Dean DeBlois
- Missing Link, regia di Chris Butler
- Il piccolo yeti (Abominable), regia di Jill Culton
- Toy Story 4, regia di Josh Cooley

### Miglior attore
- Adam Driver - Storia di un matrimonio (Marriage Story)
- Joaquin Phoenix - Joker
- Christian Bale - Le Mans '66 - La grande sfida (Ford v Ferrari)
- Eddie Murphy - Dolemite Is My Name
- Adam Sandler - Diamanti grezzi (Uncut Gems)

### Miglior attrice
- Lupita Nyong'o - Noi (Us)
- Awkwafina - The Farewell - Una bugia buona (The Farewell)
- Scarlett Johansson - Storia di un matrimonio (Marriage Story)
- Saoirse Ronan - Piccole donne (Little Women)
- Renée Zellweger - Judy

### Miglior attore non protagonista
- Joe Pesci - The Irishman
- Brad Pitt - C'era una volta a... Hollywood (Once Upon a Time... in Hollywood)
- Willem Dafoe - The Lighthouse
- Al Pacino - The Irishman
- Wesley Snipes - Dolemite Is My Name

### Migliore attrice non protagonista
- Zhao Shuzhen - The Farewell - Una bugia buona (The Farewell)
- Laura Dern - Storia di un matrimonio (Marriage Story)
- Thomasin McKenzie - Jojo Rabbit
- Florence Pugh - Piccole donne (Little Women)
- Octavia Spencer - Luce

### Miglior artista emergente
- Florence Pugh - Piccole donne (Little Women) e Midsommar - Il villaggio dei dannati (Midsommar)
- Julia Butters - C'era una volta a... Hollywood (Once Upon a Time... in Hollywood)
- Roman Griffin Davis - Jojo Rabbit
- Jessie Buckley - Judy e A proposito di Rose (Wild Rose)
- Kelvin Harrison Jr. - Luce e Waves

### Miglior performance comica
- Wesley Snipes - Dolemite Is My Name
- Daniel Craig - Cena con delitto - Knives Out (Knives Out)
- Eddie Murphy - Dolemite Is My Name
- Sam Rockwell - Jojo Rabbit
- Taika Waititi - Jojo Rabbit

### Miglior cast
- Cena con delitto - Knives Out (Knives Out), regia di Rian Johnson
- C'era una volta a... Hollywood (Once Upon a Time... in Hollywood), regia di Quentin Tarantino
- Downton Abbey, regia di Michael Engler
- The Irishman, regia di Martin Scorsese
- Storia di un matrimonio (Marriage Story), regia di Noah Baumbach

### Miglior regista
- Josh e Benny Safdie - Diamanti grezzi (Uncut Gems)
- Noah Baumbach - Storia di un matrimonio (Marriage Story)
- Sam Mendes - 1917
- Martin Scorsese - The Irishman
- Quentin Tarantino - C'era una volta a... Hollywood (Once Upon a Time... in Hollywood)

### Miglior fotografia
- Jarin Blaschke – The Lighthouse
- Roger Deakins – 1917
- Hoyte van Hoytema – Ad Astra
- Phedon Papamichael – Le Mans '66 - La grande sfida (Ford v Ferrari)
- Rodrigo Prieto – The Irishman

### Miglior documentario
- Love, Antosha, regia di Garrett Price
- Apollo 11, regia di Todd Douglas Miller
- La fattoria dei nostri sogni (The Biggest Little Farm), regia di John Chester
- One Child Nation, regia di Nanfu Wang e Jialing Zhang
- They Shall Not Grow Old - Per sempre giovani (They Shall Not Grow Old), regia di Peter Jackson

### Miglior montaggio
- Andrew Buckland e Michael McCusker - Le Mans '66 - La grande sfida (Ford v Ferrari)
- Ronald Bronstein e Benny Safdie - Diamanti grezzi (Uncut Gems)
- Jennifer Lame - Storia di un matrimonio (Marriage Story)
- Fred Raskin - C'era una volta a... Hollywood (Once Upon a Time... in Hollywood)
- Thelma Schoonmaker - The Irishman

### Migliori costumi
- Ruth E. Carter - Dolemite Is My Name
- Julian Day - Rocketman
- Jacqueline Durran - Piccole donne (Little Women)
- Arianne Phillips - C'era una volta a... Hollywood (Once Upon a Time... in Hollywood)
- Anna Robbins - Downton Abbey

### Migliore scenografia
- Dennis Gassner - 1917
- Jess Gonchor - Piccole donne (Little Women)
- Clay A. Griffith - Dolemite Is My Name
- Barbara Ling - C'era una volta a... Hollywood (Once Upon a Time... in Hollywood)
- Bob Shaw - The Irishman
- Donal Woods - Downton Abbey

### Miglior utilizzo delle musiche
- C'era una volta a... Hollywood (Once Upon a Time... in Hollywood), regia di Quentin Tarantino
- Jojo Rabbit, regia di Taika Waititi
- Joker, regia di Todd Phillips
- Rocketman, regia di Dexter Fletcher
- Yesterday, regia di Danny Boyle

### Migliori effetti speciali
- Ad Astra, regia di James Gray
- 1917, regia di Sam Mendes
- The Aeronauts, regia di Tom Harper
- Avengers: Endgame, regia di Anthony e Joe Russo
- The Irishman, regia di Martin Scorsese

### Migliore sceneggiatura originale
- Noah Baumbach - Storia di un matrimonio (Marriage Story)
- Bong Joon-ho e Han Jin-won - Parasite (Gisaenchung)
- Rian Johnson - Cena con delitto - Knives Out (Knives Out)
- Josh e Benny Safdie - Diamanti grezzi (Uncut Gems)
- Quentin Tarantino - C'era una volta a... Hollywood (Once Upon a Time... in Hollywood)

### Migliore sceneggiatura non originale
- J. C. Lee e Julius Onah -  Luce
- Greta Gerwig - Piccole donne (Little Women)
- Todd Phillips e Scott Silver - Joker
- Taika Waititi e Christine Leunens - Jojo Rabbit
- Steven Zaillian - C'era una volta a... Hollywood (Once Upon a Time... in Hollywood)

### Miglior film in lingua straniera
- Parasite (Gisaenchung), regia di Bong Joon-ho (Corea del Sud)
- Dolor y gloria, regia di Pedro Almodóvar (Spagna)
- La donna dello scrittore (Transit), regia di Christian Petzold (Germania)
- The Farewell - Una bugia buona (The Farewell), regia di Lulu Wang (Cina)
- Ritratto della giovane in fiamme (Portrait de la jeune fille en feu), regia di Céline Sciamma (Francia)